# Тулинская волость (Псковская область)

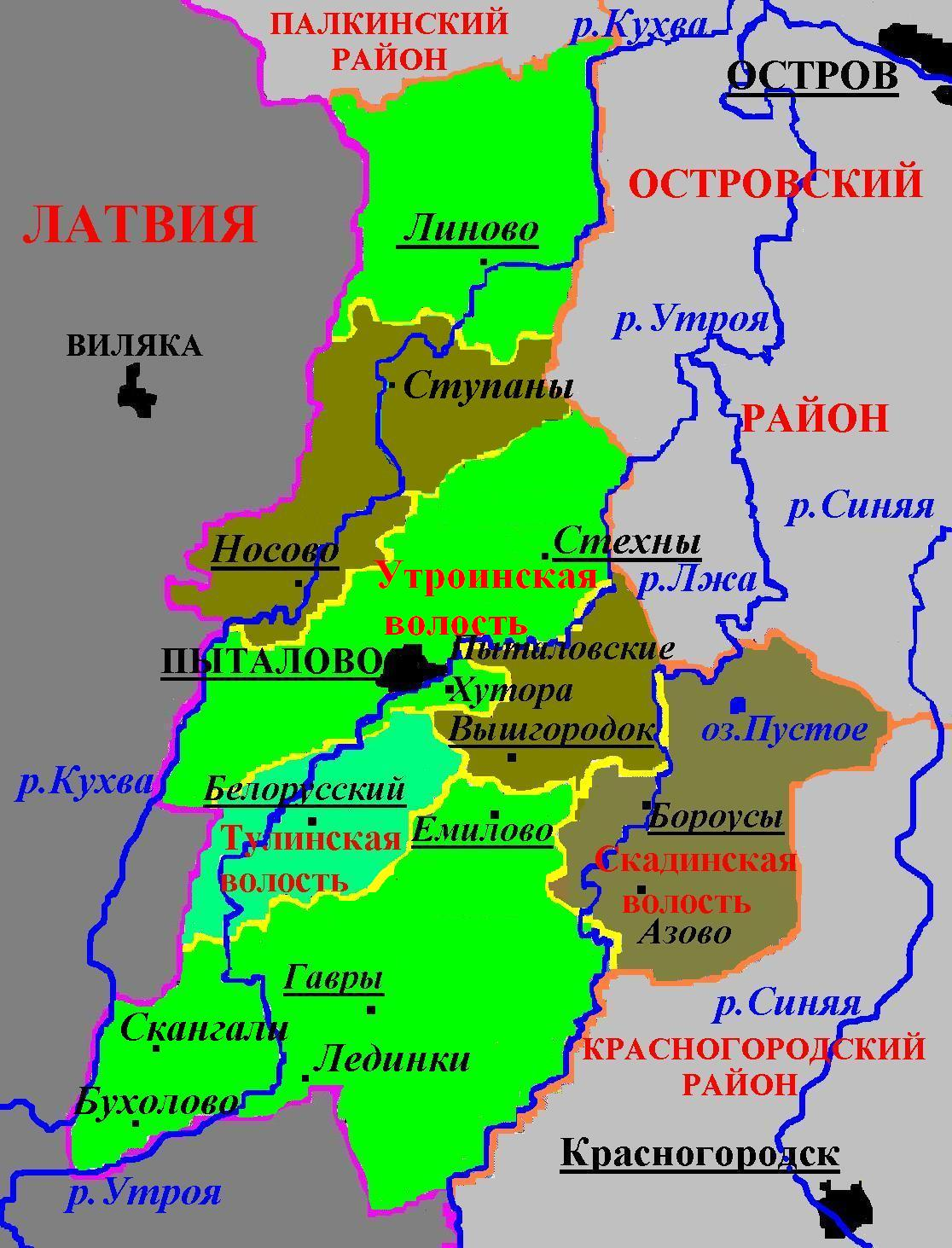
Административное деление Пыталовского района в 2010—2015 гг.

Тулинская волость — бывшие административно-территориальная единица 3-го уровня (1995—2015 гг.) и муниципальное образование со статусом сельского поселения (2005—2015 гг.) в Пыталовском районе Псковской области России.
Административный центр — посёлок Белорусский.

## География
Территория волости граничила на севере с Утроинской, на востоке — с Вышгородской, на юге — с Гавровской волостями Пыталовского района, на западе — с Балтинавской волостью-Балтинавским краем Латвии.

## Население
| 2002 | 2010  | 2012  | 2013  | 2014  | 2015 |
| ---- | ----- | ----- | ----- | ----- | ---- |
| 1212 | ↘1026 | ↘1022 | ↗1025 | ↘1007 | ↘971 |

## Населённые пункты
В состав Тулинской волости входили 22 населённых пункта, в том числе посёлок Белорусский и 21 деревня: Вашки, Кавланы, Помахово, Загривье, Силищи, Пундури, Зельцы, Белкино, Товарово, Калистово, Наливайки, Тулино, Зайково, Подлипье, Осиновые Острова, Ракитня, Мостищи, Пузырево, Бабино, Ворошилово, Шиверцово.

## История
Постановлением Псковского областного Собрания депутатов от 26 января 1995 года все сельсоветы в Псковской области были переименованы в волости, в том числе Тулинский сельсовет был превращён в Тулинскую волость.
Законом Псковской области от 28 февраля 2005 года в границах Тулинской волости было также образовано муниципальные образования Тулинская волость со статусом сельского поселения с 1 января 2006 года в составе муниципального образования Пыталовский район со статусом муниципального района.
Законом Псковской области от 30 марта 2015 года волость была упразднена и 11 апреля 2015 года включена в состав Утроинской волости.